# Rio Bodu
O Rio Bodu é um rio da Romênia afluente do Rio Mare, localizado no distrito de Hunedoara.